# Annegrete Riebesel
Annegrete Riebesel (* 1962 in Berlin) ist eine deutsche Glaskünstlerin, Grafikerin und Restauratorin.

## Leben und Wirken
Annegrete Riebesel lernte von 1979 bis 1981 das Handwerk des Tischlers. Vor ihrem Studium absolvierte sie ein Vorpraktikum in den Glaswerkstätten in Quedlinburg. Danach studierte Annegrete Riebesel von 1989 bis 1994 in der Fachklasse Malerei/Grafik/Glasgestaltung an der Burg Giebichenstein Kunsthochschule Halle, damals Hochschule für Kunst und Design Halle. 1990 nahm sie in Bozen/Südtirol an einem internationalen Mosaik-Symposium teil. Eine weitere Beteiligung erfolgte 1996 an der Internationalen Biennale für Glaskunst „Venezia Aperto Vetro“ in Venedig.
Nach ihrem Diplom erhielt sie von 1994 bis 1996 ein Aufbaustudium an der Kunsthochschule Burg Giebichenstein in Halle (Saale).
Fasziniert von dem Werkstoff Glas, arbeitet sie seit 1996 freischaffend in eigenem Atelier. Sie beschäftigt sich vorrangig mit den Techniken der Glasmalerei und des Fusing, einem Glasschmelzverfahren.
Ihre Arbeiten finden sich in mehreren öffentlichen Gebäuden.
Auch in privaten Gebäuden findet man Glaskunst von ihr.
Dazu gestaltet sie freie Entwürfe und Grafiken.
Restauratorische Arbeiten und Wandmalerei gehören ebenso zu ihrem Arbeitsgebiet.
Sie ist Mitglied im Berufsverband Bildender Künstler Sachsen-Anhalt.

## Arbeiten im öffentlichen Raum
- Gestaltung von 3 Fenstern in der Kirche in Klosterdorf (Märkisch Oderland) 1993
- Gestaltung des Foyers des Amtes für Arbeit in Stendal (Altmark), 2001
- Gestaltung von 3 Fenstern für die Kirche St. Laurentius, Halle-Seeben, 2004
- Gestaltung eines Fensters in der Trauerhalle in Thondorf (Mansfelder Land), 2005
- 10 Fenster für den Raum der Stille, Helios-Klinik in Aue/Erzgebirge, 2011
- Apsisfenster für die evangelische Kirche in Senst, 2016[1]
- Fenstergestaltung in der Evangelischen Kirche in Zörbig (OT Cösitz, Landkreis Anhalt-Bitterfeld), 2017[2]
- Fenstergestaltung Evangelische Kirche Renneritz (OT Sandersdorf-Brehna, Landkreis Anhalt-Bitterfeld), 2018[3]
- Fenster im Schleswiger Dom (2021, geplant)[4]

## Ausstellungen (Beteiligungen)
- Ausstellung „Temporäre Gärten“ des Bundes Deutscher Landschaftsarchitekten in Berlin, 1998
- Ausstellungsbeteiligung „Licht erleben“ Unna/Westfalen 2003
- Ausstellungsbeteiligung im Umweltbundesamt in Dessau (2007)
- Ausstellung „Glasobjekte“ in Berlin-Marienfelde und Dresden (gefördert durch die Glashütte Lamberts, Waldsassen), 2009
- Ausstellung in der Kirche St. Nikolaus in Beuster, 2010
- „Neue Kunst in alten Mauern“ in Beuster (Altmark), 2013
- „Glasmalerei der Gegenwart“, Die Hegge, 2015 (Beteiligung)[5]
- Ausstellungsbeteiligung „Immenhäuser Glaspreis“, 2003 und 2015
- Druckgrafik aus Halle (Hallescher Kunstverein e.V) 2016
- Ausstellung „Kunst aus Mitteldeutschland lV“ Kulturhistorisches Museum Merseburg 2018/19[6]

## Arbeiten in Sammlungen
- 3 Gussglasobjekte im Glasmuseum Alter Hof Herding/Coesfeld Lette